# Tuensang
Tuensang är en ort i Indien.   Den ligger i distriktet Tuensang District och delstaten Nagaland, i den östra delen av landet, 1 800 km öster om huvudstaden New Delhi. Tuensang ligger 1 122 meter över havet och antalet invånare är 33 748.
Terrängen runt Tuensang är bergig åt nordost, men åt sydväst är den kuperad. Tuensang ligger nere i en dal. Runt Tuensang är det ganska tätbefolkat, med 166 invånare per kvadratkilometer. Det finns inga andra samhällen i närheten. I omgivningarna runt Tuensang växer i huvudsak städsegrön lövskog.